# Hontoba
Hontoba è un comune spagnolo di 314 abitanti situato nella comunità autonoma di Castiglia-La Mancia.